# 哈维·穆德学院
哈维·穆德学院（英語：Harvey Mudd College）是一所以科学，工程学和数学为主的私立寄宿制文理学院，成立于1955年，坐落于美国加利福尼亚州克莱蒙特市，系克莱蒙特诸校之一。
该学院因哈维·穆德而命名，穆德先生虽然参与了学院的创建，但在学院建成前逝世。穆德的朋友及家人资助了该学院，并为纪念他而将该学院命名为哈维·穆德学院。